# Емірійська культура
Емірійська культура (Emiran) — культура, що існувала у Леванті (Сирія, Ізраїль, Ліван, Йорданія, Палестина) і Аравії на межі середнього та верхнього палеоліту.
Це найдавніша з відомих культур верхнього палеоліту.
Була поширена на Близькому Сході 47-36 тис. років тому.

Походить з місцевого варіанту культури мустьє та еволюціонувала в ахмарську — місцеву культуру верхнього палеоліту, а пізніше на левантійський оріньяк
Творцями можуть бути Homo neanderthalensis або люди сучасного типу.

## Відносини
«Левантійський оріньяк», з Леванту, є типом технології леза, дуже схожим на європейський оріньяк, хронологічно слідуючи за еміраном та раннім ахмаріаном в тому ж районі Близького Сходу, і тісно пов'язаний з ними.